# Rallye Estland 2022
Die Rallye Estland war der 7. Lauf zur FIA-Rallye-Weltmeisterschaft 2022. Sie dauerte vom 14. bis zum 17. Juli 2022 und es wurden insgesamt 24 Wertungsprüfungen (WP) gefahren.

## Bericht
Nachdem Elfyn Evans (Toyota) am ersten Tag der Rallye die Führung zuerst innegehabt hatte, übernahm Kalle Rovanperä die Spitze auf der letzten Wertungsprüfung. Am Freitagnachmittag regnete es, was Rovanperä zugutekam, da er als WM-Führender jeweils als erster der Spitzenautos in die Wertungsprüfungen starten musste. Mit sieben Bestzeiten am Samstag hatte Rovanperä nach dem zweiten Rallyetag über eine Minute Vorsprung auf Evans. Am Sonntag kam fast pünktlich zum Start der letzten WP der Regen zurück und machte die Straßen rutschig. Der anfangs der Powerstage gestartete WRC2-Fahrer Andreas Mikkelsen fuhr wegen den unterschiedlichen Bedienungen auf den dritten Rang. Im Gesamtklassement änderte sich nichts mehr, Rovanperä gewann in Estland souverän vor Evans und den beiden Hyundai-Piloten Ott Tänak und Thierry Neuville. M-Sport hatte mit seinen Ford Puma Rally1 Autos kaum eine Chance nach vorne zu kommen. Bester Pilot war Adrien Fourmaux auf dem siebten Platz. Craig Breen fiel schon in der vierten WP weit zurück nach einem Unfall. Gus Greensmith hatte Getriebeschaden und Pierre-Louis Loubet wurde von einem Stein an der Fahrzeugfront getroffen, beide fielen am Sonntagmorgen aus, nachdem sie auf den Rängen acht und neun lagen.

## Klassifikationen

### WRC-Gesamtklassement
| WRC |                   |                  |                        |          |           |                 |      |
| 1   | Kalle Rovanperä   | Jonne Halttunen  | Toyota GR Yaris Rally1 | WRC RC1  | 2:54:29.2 | 00.00:0 00:00.0 | 25+5 |
| 2   | Elfyn Evans       | Scott Martin     | Toyota GR Yaris Rally1 | WRC RC1  | 2:55:29.9 | 01:00.9         | 18+4 |
| 3   | Ott Tänak         | Martin Järveoja  | Hyundai i20 N Rally1   | WRC RC1  | 2:56:24.7 | 01:55.7 00:54.8 | 15   |
| 4   | Thierry Neuville  | Martijn Wydaeghe | Hyundai i20 N Rally1   | WRC RC1  | 2:58:22.3 | 03:53.3 01:57.6 | 12   |
| 5   | Takamoto Katsuta  | Aaron Johnston   | Toyota GR Yaris Rally1 | WRC RC1  | 2:58:42.4 | 04:13.4 00:20.1 | 10+1 |
| 6   | Esapekka Lappi    | Janne Ferm       | Toyota GR Yaris Rally1 | WRC RC1  | 2:59:18.1 | 04:49.1 00:35.7 | 8+2  |
| 7   | Adrien Fourmaux   | Alexandre Coria  | Ford Puma Rally1       | WRC RC1  | 2:59:38.2 | 05:09.2 00:20.1 | 6    |
| 8   | Andreas Mikkelsen | Torstein Eriksen | Škoda Fabia Rally2 evo | WRC2 RC2 | 3:05:30.8 | 11:01.8 05:52.6 | 4+3  |
| 9   | Teemu Suninen     | Mikko Markkula   | Hyundai i20 N Rally2   | WRC2 RC2 | 3:05:56.1 | 11:27.1 00:25.3 | 2    |
| 10  | Emil Lindholm     | Reeta Hämäläinen | Škoda Fabia Rally2 evo | WRC2 RC2 | 3:07:33.8 | 13:04.8 01:37.7 | 1    |

Insgesamt wurden 33 von 42 gemeldeten Fahrzeugen klassiert.

### WRC2
| Rang   | Fahrer            | Co-Pilot         | Auto                   | Klasse   | Zeit      | Rückstand Sieger Rückstand V | Punkte |
| ------ | ----------------- | ---------------- | ---------------------- | -------- | --------- | ---------------------------- | ------ |
| 1 (8)  | Andreas Mikkelsen | Torstein Eriksen | Škoda Fabia Rally2 evo | WRC2 RC2 | 3:05:30.8 | 0:00.0                       | 25     |
| 2 (9)  | Teemu Suninen     | Mikko Markkula   | Hyundai i20 N Rally2   | WRC2 RC2 | 3:05:56.1 | 0:25.3                       | 18     |
| 3 (10) | Emil Lindholm     | Reeta Hämäläinen | Škoda Fabia Rally2 evo | WRC2 RC2 | 3:07:33.8 | 2:03.0 1:37.7                | 15     |

### WRC3
| Rang   | Fahrer            | Co-Pilot        | Auto               | Klasse   | Zeit      | Rückstand Sieger Rückstand V | Punkte |
| ------ | ----------------- | --------------- | ------------------ | -------- | --------- | ---------------------------- | ------ |
| 1 (16) | Sami Pajari       | Enni Mälkönen   | Ford Fiesta Rally3 | WRC3 RC3 | 3:13:58.6 | 0:00.0                       | 25     |
| 2 (23) | Lauri Joona       | Mikael Korhonen | Ford Fiesta Rally3 | WRC3 RC3 | 3:16:14.3 | 2:15.7                       | 18     |
| 3 (23) | William Creighton | Liam Regan      | Ford Fiesta Rally3 | WRC3 RC3 | 3:17:44.9 | 3:46.3 1:30.6                | 15     |

## Wertungsprüfungen
Zeitzone UTC+2
| Datum    | Zeit  | Nr.                          | Name                         | Länge                        | Gewinner                                                                                     | Co-Pilot                                                                | Auto                                                                 | Zeit                                    | Leader          |
| -------- | ----- | ---------------------------- | ---------------------------- | ---------------------------- | -------------------------------------------------------------------------------------------- | ----------------------------------------------------------------------- | -------------------------------------------------------------------- | --------------------------------------- | --------------- |
| 14. Juli | 09:01 | —                            | Abissaare (Shakedown)        | 6,23 km                      | Esapekka Lappi                                                                               | Janne Ferm                                                              | Toyota GR Yaris Rally1                                               | 02:53.3                                 |                 |
| 14. Juli | 20:38 | WP1                          | Visit Estonia Tartu 1        | 1,66 km                      | Craig Breen                                                                                  | Paul Nagle                                                              | Ford Puma Rally1                                                     | 01:38.7                                 | Craig Breen     |
| 15. Juli | 06:32 | Service Park Raadi (15 Min.) | Service Park Raadi (15 Min.) | Service Park Raadi (15 Min.) | Service Park Raadi (15 Min.)                                                                 | Service Park Raadi (15 Min.)                                            | Service Park Raadi (15 Min.)                                         | Service Park Raadi (15 Min.)            | Craig Breen     |
| 15. Juli | 07:45 | WP2                          | Peipsiääre 1                 | 24,35 km                     | Elfyn Evans                                                                                  | Scott Martin                                                            | Toyota GR Yaris Rally1                                               | 13:24.7                                 | Elfyn Evans     |
| 15. Juli | 08:43 | WP3                          | Mustvee 1                    | 17,09 km                     | Elfyn Evans                                                                                  | Scott Martin                                                            | Toyota GR Yaris Rally1                                               | 08:57.2                                 | Elfyn Evans     |
| 15. Juli | 10:26 | WP4                          | Raanitsa 1                   | 21,45 km                     | Elfyn Evans                                                                                  | Scott Martin                                                            | Toyota GR Yaris Rally1                                               | 10:18.5                                 | Elfyn Evans     |
| 15. Juli | 11:29 | WP5                          | Vastsemõisa 1                | 6,70 km                      | Elfyn Evans                                                                                  | Scott Martin                                                            | Toyota GR Yaris Rally1                                               | 04:16.8                                 | Elfyn Evans     |
| 15. Juli | 13:48 | Service Park Raadi (30 Min.) | Service Park Raadi (30 Min.) | Service Park Raadi (30 Min.) | Service Park Raadi (30 Min.)                                                                 | Service Park Raadi (30 Min.)                                            | Service Park Raadi (30 Min.)                                         | Service Park Raadi (30 Min.)            | Elfyn Evans     |
| 15. Juli | 15:16 | WP6                          | Peipsiääre 2                 | 24,35 km                     | Elfyn Evans                                                                                  | Scott Martin                                                            | Toyota GR Yaris Rally1                                               | 13:37.5                                 | Elfyn Evans     |
| 15. Juli | 16:14 | WP7                          | Mustvee 2                    | 17,09 km                     | Kalle Rovanperä                                                                              | Jonne Halttunen                                                         | Toyota GR Yaris Rally1                                               | 08:58.6                                 | Elfyn Evans     |
| 15. Juli | 17:57 | WP8                          | Raanitsa 2                   | 21,45 km                     | Kalle Rovanperä                                                                              | Jonne Halttunen                                                         | Toyota GR Yaris Rally1                                               | 10:24.4                                 | Elfyn Evans     |
| 15. Juli | 19:00 | WP9                          | Vastsemõisa 2                | 6,70 km                      | Kalle Rovanperä                                                                              | Jonne Halttunen                                                         | Toyota GR Yaris Rally1                                               | 04:23.2                                 | Kalle Rovanperä |
| 15. Juli | 20:39 | Service Park Raadi (45 Min.) | Service Park Raadi (45 Min.) | Service Park Raadi (45 Min.) | Service Park Raadi (45 Min.)                                                                 | Service Park Raadi (45 Min.)                                            | Service Park Raadi (45 Min.)                                         | Service Park Raadi (45 Min.)            | Kalle Rovanperä |
| 16. Juli | 08:00 | Service Park Raadi (15 Min.) | Service Park Raadi (15 Min.) | Service Park Raadi (15 Min.) | Service Park Raadi (15 Min.)                                                                 | Service Park Raadi (15 Min.)                                            | Service Park Raadi (15 Min.)                                         | Service Park Raadi (15 Min.)            | Kalle Rovanperä |
| 16. Juli | 09:03 | WP10                         | Elva 1                       | 11,73 km                     | Elfyn Evans                                                                                  | Scott Martin                                                            | Toyota GR Yaris Rally1                                               | 05:57.2                                 | Kalle Rovanperä |
| 16. Juli | 10:16 | WP11                         | Mäeküla 1                    | 10,27 km                     | Kalle Rovanperä                                                                              | Jonne Halttunen                                                         | Toyota GR Yaris Rally1                                               | 05:48.1                                 | Kalle Rovanperä |
| 16. Juli | 11:08 | WP12                         | Otepää 1                     | 17,08 km                     | Kalle Rovanperä                                                                              | Jonne Halttunen                                                         | Toyota GR Yaris Rally1                                               | 08:30.5                                 | Kalle Rovanperä |
| 16. Juli | 12:02 | WP13                         | Neeruti 1                    | 7,60 km                      | Kalle Rovanperä                                                                              | Jonne Halttunen                                                         | Toyota GR Yaris Rally1                                               | 04:38.9                                 | Kalle Rovanperä |
| 16. Juli | 13:50 | Service Park Raadi (30 Min.) | Service Park Raadi (30 Min.) | Service Park Raadi (30 Min.) | Service Park Raadi (30 Min.)                                                                 | Service Park Raadi (30 Min.)                                            | Service Park Raadi (30 Min.)                                         | Service Park Raadi (30 Min.)            | Kalle Rovanperä |
| 16. Juli | 15:08 | WP14                         | Elva 2                       | 11,73 km                     | Kalle Rovanperä                                                                              | Jonne Halttunen                                                         | Toyota GR Yaris Rally1                                               | 05:57.5                                 | Kalle Rovanperä |
| 16. Juli | 16:16 | WP15                         | Mäeküla 2                    | 10,27 km                     | Kalle Rovanperä                                                                              | Jonne Halttunen                                                         | Toyota GR Yaris Rally1                                               | 05:43.6                                 | Kalle Rovanperä |
| 16. Juli | 17:08 | WP16                         | Otepää 2                     | 17,08 km                     | Kalle Rovanperä                                                                              | Jonne Halttunen                                                         | Toyota GR Yaris Rally1                                               | 08:34.9                                 | Kalle Rovanperä |
| 16. Juli | 18:02 | WP17                         | Neeruti 2                    | 7,60 km                      | Kalle Rovanperä                                                                              | Jonne Halttunen                                                         | Toyota GR Yaris Rally1                                               | 04:41.4                                 | Kalle Rovanperä |
| 16. Juli | 19:08 | WP18                         | Toyota Tartu 2               | 1,66 km                      | Adrien Fourmaux                                                                              | Alexandre Coria                                                         | Ford Puma Rally1                                                     | 01:39.8                                 | Kalle Rovanperä |
| 16. Juli | 19:30 | Service Park Raadi (45 Min.) | Service Park Raadi (45 Min.) | Service Park Raadi (45 Min.) | Service Park Raadi (45 Min.)                                                                 | Service Park Raadi (45 Min.)                                            | Service Park Raadi (45 Min.)                                         | Service Park Raadi (45 Min.)            | Kalle Rovanperä |
| 17. Juli | 06:18 | Service Park Raadi (15 Min.) | Service Park Raadi (15 Min.) | Service Park Raadi (15 Min.) | Service Park Raadi (15 Min.)                                                                 | Service Park Raadi (15 Min.)                                            | Service Park Raadi (15 Min.)                                         | Service Park Raadi (15 Min.)            | Kalle Rovanperä |
| 17. Juli | 06:48 | WP19                         | Tartu Vald 1                 | 6,56 km                      | Kalle Rovanperä                                                                              | Jonne Halttunen                                                         | Toyota GR Yaris Rally1                                               | 05:41.5                                 | Kalle Rovanperä |
| 17. Juli | 08:16 | WP20                         | Kanepi 1                     | 16,48 km                     | Kalle Rovanperä Ott Tänak                                                                    | Jonne Halttunen Martin Järveoja                                         | Toyota GR Yaris Rally1 Hyundai i20 N Rally1                          | 08:09.6                                 | Kalle Rovanperä |
| 17. Juli | 09:08 | WP21                         | Kambja 1                     | 15,95 km                     | Kalle Rovanperä                                                                              | Jonne Halttunen                                                         | Toyota GR Yaris Rally1                                               | 08:48.8                                 | Kalle Rovanperä |
| 17. Juli | 11:00 | WP22                         | Tartu Vald 2                 | 6,56 km                      | Esapekka Lappi                                                                               | Janne Ferm                                                              | Toyota GR Yaris Rally1                                               | 05:38.7                                 | Kalle Rovanperä |
| 17. Juli | 12:28 | WP23                         | Kanepi 2                     | 16,48 km                     | Esapekka Lappi                                                                               | Janne Ferm                                                              | Toyota GR Yaris Rally1                                               | 08:16.4                                 | Kalle Rovanperä |
| 17. Juli | 14:18 | WP24                         | Kambja 2 (Power Stage)       | 15,95 km                     | 1. Kalle Rovanperä 2. Elfyn Evans 3. Andreas Mikkelsen 4. Esapekka Lappi 5. Takamoto Katsuta | Jonne Halttunen Scott Martin Torstein Eriksen Janne Ferm Aaron Johnston | Toyota GR Yaris Rally1 Škoda Fabia Rally2 evo Toyota GR Yaris Rally1 | 09:18.2 09:40.7 09:42.9 09:53.7 09:57.2 | Kalle Rovanperä |